# Pirâmides mesoamericanas

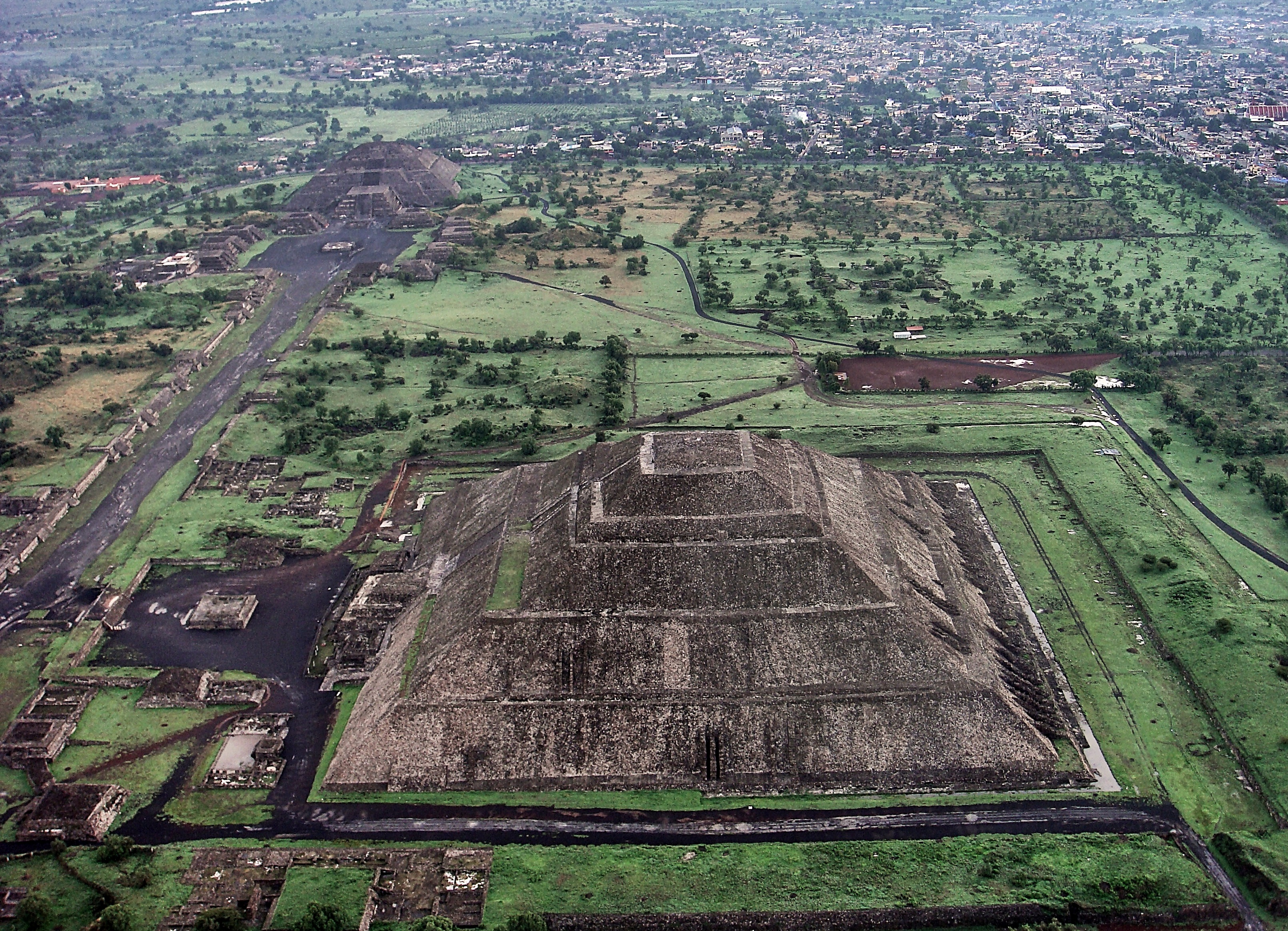
Pirâmide do Sol e da Lua (ao fundo) nas ruínas de Teotihuacán, México

Pirâmides mesoamericanas são estruturas piramidais que são uma parte importante da arquitetura antiga da Mesoamérica. Estas estruturas geralmente possuíam templos em seu topo, mais semelhantes aos zigurates da Mesopotâmia do com as pirâmides do Egito Antigo. A maior pirâmide do mundo em volume é a Grande Pirâmide de Cholula, no estado mexicano de Puebla. A revista Nature publicou em maio de 2022, ter confirmado o achado de  pirâmides na região amazônica pertecente a Bolivia usando a teclogia de leitura laser LIDAR que significa "Light Detection and Ranging", que se traduz em português como Detecção e Medição de Luz. Esta tecnologia utiliza pulsos de luz laser para medir distâncias até a superfície da Terra, permitindo a criação de modelos tridimensionais de ambientes, mapeamento topográfico e análise de vegetação, entre outras aplicações.
"Nossos resultados colocam de lado os argumentos de que a Amazônia ocidental era escassamente povoada em tempos pré-hispânicos" 
Os astecas, um povo com uma rica mitologia e patrimônio cultural, dominaram a região central do atual México durante os séculos XIV, XV e XVI. Sua capital era Tenochtitlan, na margem do lago Texcoco - o local da moderna Cidade do México. Eles estavam relacionados com as culturas precedentes na bacia do México, tais como a cultura de Teotihuacan, cujo estilo arquitetônico eles adotaram e adaptaram. Outros povos que viviam na região, como os maias, os zapotecas, a Cultura de Veracruz, entre outros, também criaram grandes construções piramidais.